# إليس ستافورد
إليس ستافورد (بالإنجليزية: Ellis Stafford)‏ (17 أغسطس 1929 في المملكة المتحدة - 29 أكتوبر 2007 في المملكة المتحدة) هو لاعب كرة قدم بريطاني في مركز الظهير. لعب مع نادي بيتربورو يونايتد ونادي سكاربورو.